# Hippocratea
Hippocratea es un género de plantas con flores  pertenecientes a la familia Celastraceae. Comprende 266 especies descritas y de estas, solo 13 aceptadas.

## Descripción
Son bejucos leñosos, gruesos, rara vez arbustos, las partes jóvenes densa y menudamente papilado-tomentulosas, cafés. Hojas ampliamente ovadas a oblongo-elípticas, 6–11 (–14) cm de largo y 3–5 (–7) cm de ancho, ápice redondeado u obtuso y cortamente cuspidado o acuminado, base redondeada o aguda, márgenes en general conspicuamente crenados o serrados; pecíolo 5–16 mm de largo. Inflorescencia 3–15 cm de largo, paniculada, densamente papilado-tomentosa, café, pedúnculo delgado, hasta 5 cm de largo, pedicelos delgados, tomentulosos, 1–3 mm de largo; flores 4–6 mm de diámetro, cremosas, verde-amarillas o verdes; sépalos deltoides, 0.5–1.2 mm de largo y ancho, ápice redondeado, eroso o ciliolado; pétalos oblongos a ovados, 2.5–4 mm de largo y 1.3–2.6 mm de ancho, transversalmente barbados por dentro, margen ciliolado; disco conspicuo, carnoso, pulviniforme-anular, 1.7 mm de alto y hasta 3 mm de diámetro, glabro a pubérulo; estambres suberectos o patentes, filamentos ensanchados hacia la base, ca 0.7 mm de largo, anteras 0.5 mm de alto y 0.8 mm de ancho, dehiscencia transversal; ovario casi completamente inmerso en el disco, estilo truncado, 0.8–1.3 mm de largo, estigmas inconspicuos, lóculos generalmente con 6 óvulos en 2 hileras. Frutos capsulares con 3 mericarpos libres, verdes, mericarpos obovados a angosto-elípticos, hasta 8 cm de largo y 1.5–4 cm de ancho, pericarpo delgadamente coriáceo; semillas con un ala basal, obovada, 20–40 mm de largo, la parte embriónica oblicuamente elipsoide, 13–25 mm de largo.

## Taxonomía
El género fue descrito por  Carlos Linneo y publicado en Species Plantarum 2: 1191. 1753. La especie tipo es: Hippocratea volubilis L.

## Especies aceptadas
A continuación se brinda un listado de las especies del género Hippocratea aceptadas hasta julio de 2011, ordenadas alfabéticamente. Para cada una se indica el nombre binomial seguido del autor, abreviado según las convenciones y usos.
- Hippocratea andina (Miers) J.F.Macbr.
- Hippocratea arborea Roxb.
- Hippocratea crenata K. Schum. & Loes.
- Hippocratea goetzei Loes.
- Hippocratea indica Willd.
- Hippocratea majumdarii Chakrab. & M.Gangop.
- Hippocratea micrantha Cambess.
- Hippocratea miersii Loes.
- Hippocratea myriantha Oliv.
- Hippocratea parvifolia Oliv.
- Hippocratea polyantha Loes.
- Hippocratea vignei Hoyle
- Hippocratea volubilis L. - bejuco de cruz (Cuba), coanabiichí (México).[4]